# Hydroporus pilosus
Hydroporus pilosus é uma espécie de escaravelho da família Dytiscidae.
É endémica de Espanha.